# 宋曉冬
宋曉冬是一名華裔美國計算機科學家，現任加利福尼亞大學柏克萊分校電子工程與計算機科學系教授。
2010年，她獲得麥克阿瑟獎。

## 教育
宋曉冬於1996年獲得清華大學學士學位，1999年獲得卡內基美隆大學碩士學位，2002年獲得加利福尼亞大學柏克萊分校博士學位。

## 職業生涯
在2007年進入加利福尼亞大學柏克萊分校任教之前，宋曉冬曾在卡內基美隆大學擔任助理教授（2002年—2007年）。
宋曉冬的工作涉及計算機安全。在此之前，她曾從事網路安全和系統安全方面的工作，例如她的團隊在DARPA網路大挑戰賽中躋身前七名決賽。她最近的工作是了解對抗式機器學習和區塊鏈。
宋曉冬是綠洲實驗室（Oasis Labs）的創始人。在加利福尼亞大學柏克萊分校，宋曉冬是柏克萊負責任分散智慧中心（RDI）的共同主任。

## 榮譽
宋曉冬獲獎無數，包括斯隆獎、國家自然科學基金CAREER獎、IBM教員獎、古根海姆獎和麥克阿瑟獎。2009年，《麻省理工科技評論》將宋曉冬評為全球35歲以下的35位頂尖創新者之一。由於「對安全和隱私的貢獻」，她於2019年被選為计算机协会會士

## 外部連接
- "Dawn Song", DBLP （页面存档备份，存于）